# Дубравица
Дубравица (на хърватски: Dubravica) е община в Загребска жупания, Хърватия. Според преброяването от 2011 г. има 1437 жители, 93% от които са хървати.
Името на общината произхожда от "дъбрава".